# ブロンズ・ウルフ章
ブロンズ・ウルフ章（ブロンズ・ウルフしょう）は世界スカウト機構が授与する唯一の功労章である。世界のボーイスカウト運動に特に顕著な功績を残した個人に送られる。

## 歴史
スカウト運動が世界に広まっていく中で、顕著な功績を残した各国のスカウト関係者にイギリス連盟の最高位の功労章であるシルバー・ウルフ章を授与するのがロバート・ベーデン＝パウエル総長の慣習となっていった。この章はもちろん非常に高く評価されるものであったが、“世界の総長”から与えられる章とはいえ所詮はイギリス連盟によるものにとどまると考えられていた。
そこで国際委員会（当時、現在の世界スカウト委員会）は1924年、ベーデン＝パウエル総長に、国際委員会の推薦により与えられる国際委員会独自の功労章の制定を要求した。彼は最初、功労章が複数存在してしまうことをおそれてその制定には躊躇していたが、しかし同時にこうした国際委員会の要求を満たす必要があるとも考えていた。国際委員会による更なる協議ののち、1934年7月、彼はブロンズ・ウルフ章の制定を決めた。
ブロンズ・ウルフ章の制定は、1935年8月2日に開催された国際委員会の会議で正式に承認された。その第一号はベーデン＝パウエルに送られることがウォルター・H・ヘッド委員により提案され、国際委員会の満場一致で決定された。
最初の20年間の授与者は12名にとどまっていたが、これは「顕著な国際的な功績」に対してのみ与えられるべきという国際委員会の方針によるものであり、通常2年の任期の間に2名までしか授与されることはなかった。
今日でもブロンズ・ウルフ章は世界スカウト委員会が授与する唯一の功労章であり続けている。現在のガイドラインでは、およそ200万人の加盟員に対し年間1名が授与されることとなっており、2007年現在、受章者は300名をこえる。日本人では2007年までに17名が受章している。

## 様式
ブロンズ・ウルフ章の様式は、その名が示す通り、銅色のオオカミをかたどっており、黄色で縁取られた緑色のリボンがついている。